# Armored Gun System
Il Armored Gun System era una competizione lanciata negli anni ottanta per un carro armato leggero, che avrebbe dovuto rimpiazzare il M551 Sheridan dell'82nd Airborne Division e gli HMMWV armati di missili filoguidati anticarro BGM-71 TOW del 2nd Cavalry Regiment.
La Cadillac Gage offrì il suo Stingray, con tradizionale equipaggio di 4 uomini. La FMC Corporation propose il Close combat Vehicle Light (CCVL), con una configurazione su 3 uomini. La Teledyne presentò l'Expeditionary tank, con innovativa torretta telecomandata ed equipaggio ridotto a due persone. Nel 1992 fu selezionato il progetto della FMC, che assunse la denominazione di M8 Armored Gun System.